# Centro de Pastoral Litúrgica de Barcelona
El Centro de Pastoral Litúrgica de Barcelona (también conocido con las siglas CPL), es una asociación pública de fieles, creada el año 1958 en el arzobispado de Barcelona. Su objetivo principal es el de potenciar la vertiente litúrgica de la acción pastoral de la Iglesia, especialmente mediante la edición de publicaciones pedagógicas adaptadas a las diversas circunstancias y momentos.

## Orígenes e historia
El Centro de Pastoral Litúrgica de Barcelona se constituyó en 1958 cómo una asociación pública de fieles, que tuvo la aprobación del entonces obispo de Barcelona, Gregorio Modrego Casaús, a pesar de que no obtuvo los estatutos oficiales hasta el 27 de diciembre de 1966. En un primer momento, las dependencias del CPL se sitúan en el Palacio de la Balmesiana, entonces lugar de residencia de Pere Tena y de Joan Bellavista. Posteriormente, en el mes abril de 1959 se consigue el primer local independiente, en una dependencia del Palacio Episcopal de Barcelona. El diciembre de 1961 la entidad se vuelve a trasladar, esta vez alquilando un despacho a la Ronda Universidad número 29, donde se está escasamente dos meses, puesto que el 22 de febrero de 1962 se firmó un nuevo contrato para un despacho ubicado a la primera planta de la calle de la Canuda, número 45; local donde el CPL  permaneció hasta el 1980. Aquel año la entidad se trasladó al edificio de Santa Anna, calle Rivadeneyra, número 6, hasta el 2013. Las siguientes sedes han estado en la calle Nápoles, número 346, hasta que en junio del 2021 que se trasladó a su ubicación actual, en el edificio del Seminario Conciliar de Barcelona.
El CPL no es un organismo oficial, sino que es una entidad eclesialmente reconocida, pero que se rige por sus propios estatutos y por las disposiciones canónicas que sean de pertinente aplicación en cada momento. El CPL se dio a conocer con una primera publicación, Moniciones y pregarias para la Santa Misa, que ofrecía una presentación sencilla de varios momentos de la celebración eucarística para todos los domingos y fiestas del año. Con esta publicación se recogió y se puso por escrito el amplio trabajo realizado aquellos años en Cataluña y en Barcelona, en la línea del movimiento de renovación litúrgica que se estaba desarrollando a toda Europa. Destacan tres nombres de aquellos inicios: los jóvenes sacerdotes barceloneses Pere Tena Garriga, Pere Farnés Scherer y Joan Bellavista Ramon, a los cuales habría que añadir los todavía más jóvenes Joaquim Gomis Sanahuja y Joan Llopis Sarrió.
A partir de la celebración del Concilio Vaticano II (1961-1965), y en concreto con la publicación de la constitución Sacrosanctum Concilium (1963), se pone en marcha la reforma litúrgica de la Iglesia. Este fue un momento determinante en la tarea del CPL, puesto que gracias a toda una serie de acciones pedagógicas (charlas, orientaciones y asesoramientos) se pudo hacer realidad, y con una gran solidez, la implantación de la reforma litúrgica que impulsaba esta constitución, en Cataluña en especial, pero también en el resto de España. La constitución Sacrosanctum Concilium tenía cómo uno de los principios básicos la participación de los laicos en la liturgia de la Iglesia Católica.

## Publicaciones
La tarea pedagógica que ejerce el CPL se concreta en una serie de publicaciones, tanto libros cómo revistas, escritas tanto en catalán cómo en castellano. En cuanto a las revistas, en orden cronológico de aparición, son las siguientes:
- A principios de 1961 nace la revista Phase, inicialmente orientada a ofrecer reflexiones y orientaciones litúrgicas, así como también materiales para guiar las celebraciones; posteriormente se reorientó a ofrecer reflexión y pensamiento en materia litúrgica.[10] En sus inicios tuvo el título de Boletín de Pastoral Litúrgica.
- En el Adviento de 1968 aparece la revista Misa Dominical, primero en catalán, y a principios de 1973 también editada en castellano.[10] Esta revista ofrece materiales para el uso directo en la celebración, así como orientaciones para la celebración y para la homilía.
- El año 1970 aparece la revista Oración de las Horas, que actualmente tiene el título de Liturgia y Espiritualidad. Inicialmente estaba destinada a ayudar las comunidades religiosas a celebrar y vivir la Liturgia de las Horas; con el cambio de título tuvo también un cambio en su orientación, ahora centrada especialmente en la reflexión litúrgica y espiritual.
- Finalmente, el 2018 aparece Galilea.153: Liturgia, pastoral, vida cristiana. Se trata de una publicación dirigida a grupos de liturgia de las parroquias y comunidades, así como a laicos.[11][12]

En cuanto a las monografías, el CPL publica las siguientes colecciones, muchas de ellas empezadas en los años ochenta:
- Biblioteca Litúrgica, textos de estudio monográfico sobre cuestiones litúrgicas.
- Dossieres CPL, recoge de orientaciones teóricas y prácticas para las celebraciones.
- Celebrar, libros sencillos con textos y orientaciones para la plegaria y para la celebración.
- Cuadernos Phase, textos básicos de referencia litúrgica en la historia del cristianismo.
- Emaús, para la divulgación de la liturgia, la formación y la vida cristiana en general.
- Santos y Santas, una compilación de vidas de hombres y mujeres especialmente significativos en su fe.

Todas estas tareas editoriales y de divulgación pedagógica han ido ampliando el radio de acción del CPL más allá del ámbito catalán y español, y actualmente ha conseguido una notable presencia en los países de América Latina, y también en los ambientes hispanos de los Estados Unidos.

## Docencia
En el campo de la docencia, el Centro de Pastoral Litúrgica de Barcelona promovió la creación del Instituto Superior de Liturgia de Barcelona (ISLB), erigido en 1986 y que se incorporó en la Facultad de Teología de Cataluña. El curso 2020-2021 el Vaticano concedió al ILSB el rango de facultad en el marco del Ateneo Universitario Santo Pacià, ahora con el nombre de Instituto de Liturgia ad instar Facultatis.

## Presidentes
Desde su fundación, el CPL ha tenido los siguientes presidentes:
- Pere Tena Garriga (1963-1973)[15]
- Joan Bellavista Ramon (1973-1982)
- Pere Tena Garriga (1982-1987)
- Pere Farnés Scherer (1987-1990)
- José Aldazábal Larrañaga (1990-2002)[16]
- Josep Urdeix Dordal (2002-2008)
- Jaume Fontbona Missé (2008-2017)
- Josep Maria Romaguera Bach (2017- )[17][18][19]

## Memorial Pere Tena de Pastoral Litúrgica
Finalmente, hay que señalar que, a raíz de la muerte de Pere Tena Garriga en 2014, la Asamblea del CPL decidió instaurar, cada año, el Memorial Pere Tena de Pastoral Litúrgica, para reconocer la tarea en este campo de alguna entidad, persona u obra.
Desde su creación en 2015, el Memorial ha sido concedido a:
- 2015: La Abadía de Montserrat.[20]
- 2016: Al obispo Julián López Martín y al padre Joan Maria Canales Casas.[21][22]
- 2017: Al arzobispo de Puebla de los Ángeles (México), Mons. Víctor Sánchez.[23][24]
- 2018: Al equipo de liturgia de la parroquia de Santa Eulàlia de Vilapicina.[25][26]
- 2019: Al arzobispo Piero Marini.[27][28]
- 2020: Al padre Juan Javier Floras Arcas, osb.[29]
- 2021: Al Instituto de Liturgia <i id="mwpw">ad instar Facultatis</i>.[30][31]